# Йозеф Судек
Йозеф Судек (чеськ. Josef Sudek; 17 березня 1896, Колин, тоді Австро-Угорщина — 15 вересня 1976, Прага
) — чеський фотограф, відомий передусім своїми фотографіями Праги.

## Життєпис
У трирічному віці втратив батька. У 1910 році приїхав до Праги. З 1913 року займався аматорської фотографією. Учасник Першої світової війни, воював на Італійському фронті, після серйозного поранення втратив праву руку. У 1922 році поступив в Державну школу графіки в клас проф. Карела Новака. Навчався фотомистецтву у Яромира Функе, починав в манері, близькій до пікторіалізму. 1924 року став одним із засновників Чеського фотографічного товариства. У 1927- 936 працював у видавництві чеськ. Družstevní práce З 1 974 роботи виставлялись за кордоном (Рочестер, Нью-Йорк, Лондон і ін.). Випустив понад 20 альбомів.

## Творчість
Відомий портретами, натюрмортами та особливо фотографіями Праги.

## Визнання

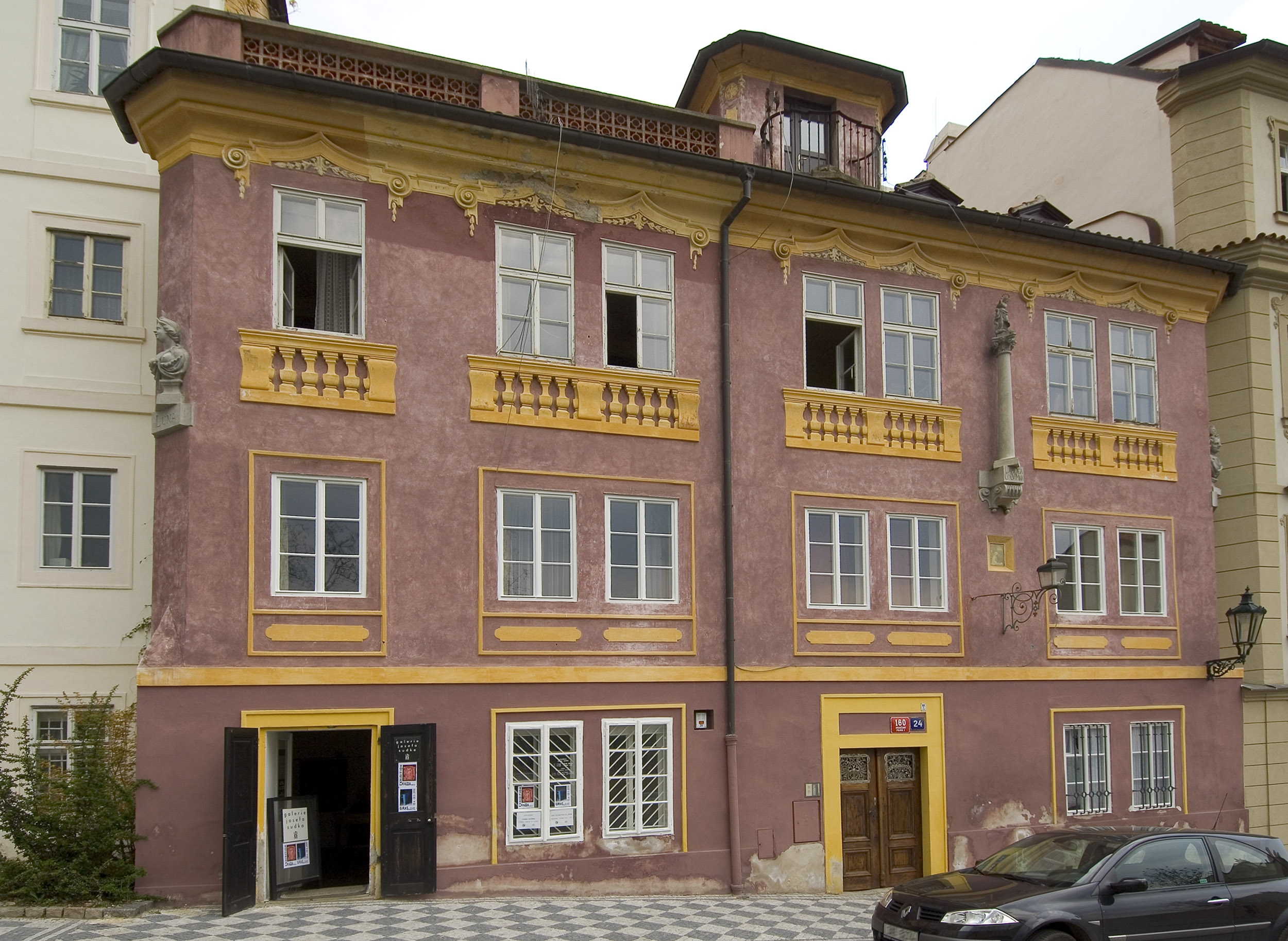
Галерея Судека у Градчанах

Іменем фотографа названо астероїд 4176. До сторіччя Судека й двадцятиріччя його смерті була випущена поштова марка з портретом майстра.
У 1961 році присвоєно знання Заслуженого діяча мистецтв, а в 1966 році нагороджено орденом Праці.
У 2010 році на аукціоні Сотбіс в Парижі роботу Судека 1952 року було продано за 300 750 €.